# Tachypleus
Tachypleus es un género de cangrejos de herradura del sur, sureste y este de Asia perteneciente a la familia Limulidae.

## Especies
Contiene dos especies existentes (vivas):
- Tachypleus gigas (Müller, 1785)
- Tachypleus tridentatus (Leach, 1819)

Y dos especies extintas solo conocidas a partir de fósiles:
- Tachypleus decheni (Zincken, 1862) Eoceno Superior, Alemania.
- Tachypleus syriacus (Woodward, 1879) Cretácico Superior, Líbano.